# 마르코 오더마트
마르코 오더마트(독일어: Marco Odermatt, 1997년 10월 8일~)는 스위스의 알파인 스키 선수로 2022년 동계 올림픽 남자 대회전 부문에서 금메달을 획득했다. 또한 세계 선수권 대회에서 금메달 3개를 획득했으며 알파인 스키 월드컵에서 종합 우승 2회 달성했다.

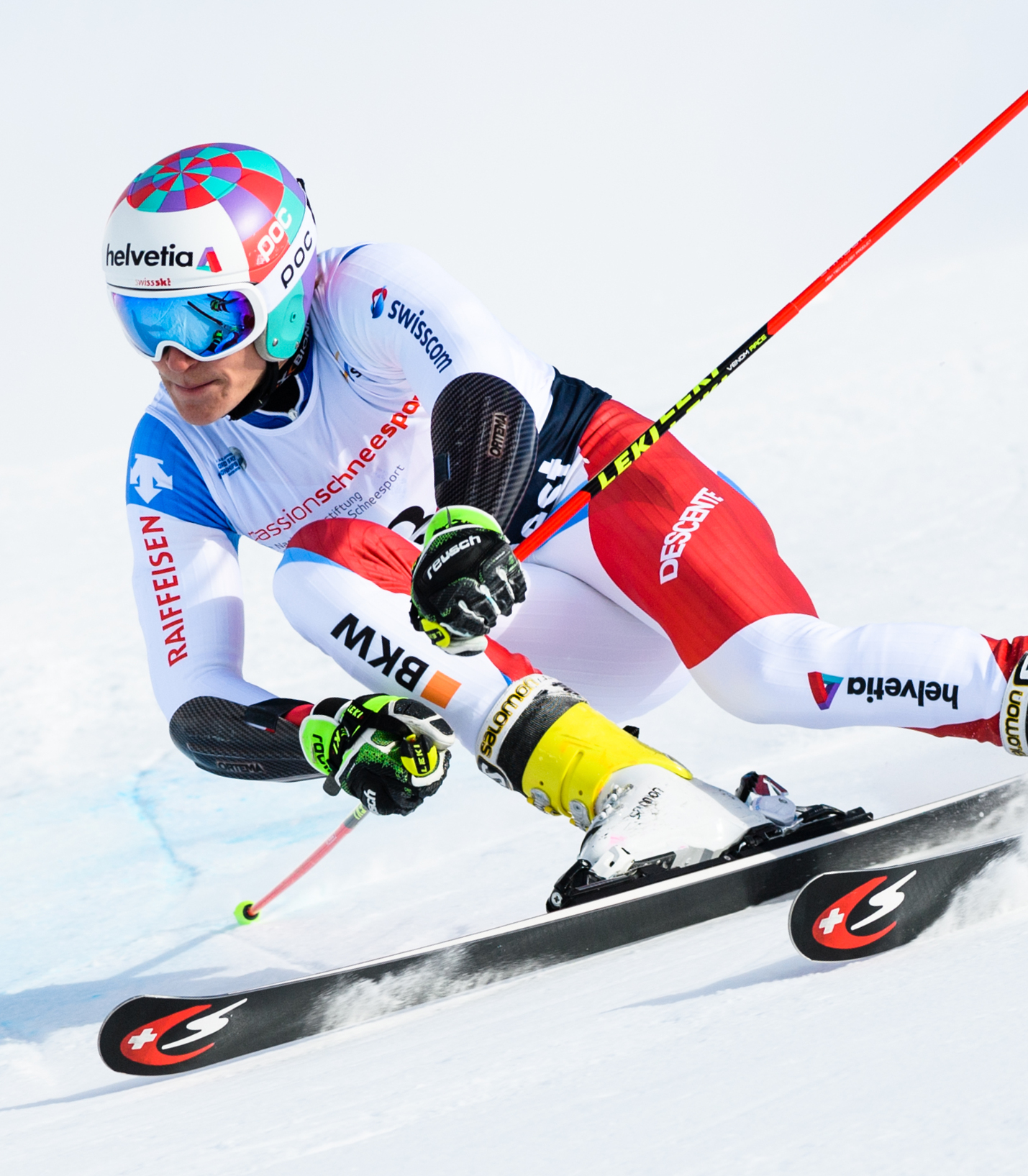
2018년 세계 주니어 선수권 대회 당시의 오더마트